# Godfrey Khotso Mokoena
Godfrey Khotso Mokoena (Heidelberg, 6 maart 1985) is een Zuid-Afrikaanse atleet, die is gespecialiseerd in verspringen en hink-stap-springen. Hij nam viermaal deel aan de Olympische Spelen en behaalde daarbij eenmaal een zilveren medaille. In 2010 veroverde hij tijdens de Afrikaanse kampioenschappen de verspringtitel.

## Biografie

### Jeugd
Mokoena werd geboren in een gezin van twee kinderen. Zijn vader werkte voor een internationale tabaksgroep en was een van de grootste Zuid-Afrikaanse ver- en hink-stap-springtalenten die talloze nationale junioren- en seniorenrecords verbeterde. Na football en basketbal kwam Mokoena op dertienjarige leeftijd in aanraking met atletiek. Op school werd zijn talent opgemerkt door lerares en trainster Elna de Beer. In eerste instantie legde hij zich toe op het hoogspringen en behaalde hiermee in 2001 een vijfde plaats op de wereldjeugdkampioenschappen.
Mokoena studeerde succesvol af aan het North West University in Potchefstroom, waar hij verschillende grote atleten ontmoette.

### Eerste successen
Zijn eerste internationale succes behaalde Mokoena in 2004 door op de wereldkampioenschappen voor junioren in Lissabon een gouden medaille te winnen bij het hink-stap-springen. Met een beste poging van 16,77 m versloeg hij de Chinees Zhu Shujing (zilver; 16,64) en de Oekraïense atleet Viktor Kuznetsov (brons; 16,58). Ook won hij bij dit kampioenschap een zilveren medaille bij het verspringen. Dat jaar vertegenwoordigde hij ook Zuid-Afrika op de Olympische Spelen van Athene, maar sneuvelde in de voorrondes van het hink-stap-springen met een beste poging van 16,23.

### Wereldkampioenschappen en wereldkampioen
In 2005 behaalde Mokoena voor het eerst de finale op een WK. Tijdens de verspringfinale van de wereldkampioenschappen in Helsinki veroverde hij een zevende plaats met 8,11. Twee jaar later op de WK in Osaka wist hij dit te verbeteren tot een vijfde plaats met 8,19.
De grootste prestatie van zijn atletiekcarrière leverde Mokoena op 23-jarige leeftijd door in 2008 in het Spaanse Valencia de wereldindoortitel te veroveren. Met een sprong van 8,08 eindigde hij voor de Brit Chris Tomlinson (zilver; 8,06) en de Saoedi Mohamed Salman Al Khuwalidi (brons; 8,01). Op 24 mei 2008 deed Mokoena andermaal van zich spreken door tijdens de FBK Games in Hengelo met een sprong van 8,35 (en een te sterke rugwind van +2,3 m/s) tweede te worden bij het verspringen, overigens op respectabele afstand van Irving Saladino, die zich in die wedstrijd met 8,73 (en een toegestane rugwind van +1,2 m/s) bij de zeven beste verspringers aller tijden schaarde.
Op de Olympische Spelen van 2008 in Peking won hij een zilveren medaille bij het verspringen. Met een beste poging van 8,24 eindigde hij, net als in Hengelo, achter de Panamees Irving Saladino (goud; 8,34) en voor de Cubaan Ibrahim Camejo (brons; 8,20).

### Afrikaans record en kampioen
In juli 2009 verbeterde Godfrey Khotso Mokoena zijn persoonlijke record tot 8,50 bij het verspringen tijdens de Meeting de Atletismo Madrid. Daarmee verbeterde hij het oude Afrikaanse record van 8,46 dat op naam stond van Cheikh Touré uit Senegal. Anderhalve maand later, tijdens de WK van Berlijn, benaderde hij zijn verse record tot drie centimeter. Met deze 8,47 hoefde hij alleen Dwight Phillips voor zich te laten en eindigde hij als tweede. Ook tweede werd hij bij de indoorvariant van de wereldkampioenschappen. Tijdens de WK in Doha sprong Mokoena 8,08 en eindigde dit keer alleen achter Fabrice Lapierre. Mokoena kwam niet tot de afstanden die hij het jaar ervoor haalde, maar door te pieken op het juiste moment wist hij desondanks toch de Afrikaanse titel in de wacht te slepen. Hij sprong in Nairobi bij de continentale kampioenschappen een beste seizoensprestatie van 8,23.

### Teleurstelling
In 2011 wist Godfrey Mokoena in aanloop naar de WK van Daegu bij een aantal Diamond League-wedstrijden hoog te eindigen, waaronder de Prefontaine Classic, waar hij 8,31 sprong met een te sterke rugwind. Zijn beste geldige prestatie van het jaar, 8,25 bij de Meeting Areva, was echter maar goed genoeg voor een vierde plek. Tijdens de kwalificaties van de WK sprong Mokoena 8,00, wat hem slechts een vijftiende plek opleverde. Daarmee haalde hij verrassend de finale niet.
 Een jaar later tijdens de Olympische Spelen van Londen haalde Mokoena ternauwernood de finale. In die finale sprong hij 7,93, wat hem een achtste plek opleverde.

## Titels
- Wereldindoorkampioen verspringen - 2008
- Gemenebestkampioen hink-stap-springen - 2014
- Afrikaans kampioen verspringen - 2010
- Afrikaans kampioen zuidelijke regionen verspringen - 2003
- Afrikaans kampioen zuidelijke regionen hink-stap-springen - 2003
- Zuid-Afrikaans kampioen verspringen - 2005, 2006, 2009
- Zuid-Afrikaans kampioen hink-stap-springen - 2004, 2005, 2006
- Wereldjeugdkampioen hink-stap-springen - 2004

## Persoonlijke records
Outdoor
| Onderdeel          | Prestatie                | Datum             | Plaats     |
| ------------------ | ------------------------ | ----------------- | ---------- |
| 100 m              | 10,7 s (+0,6 m/s)        | 10 januari 2009   | Roodepoort |
| hoogspringen       | 2,10 m                   | 31 maart 2001     | Rustenburg |
| verspringen        | 8,50 m (+1,3 m/s)(ex-AR) | 4 juli 2009       | Madrid     |
| hink-stap-springen | 17,35 m (+0,2 m/s)(NR)   | 14 september 2014 | Marrakesh  |

Indoor
| Onderdeel          | Prestatie    | Datum            | Plaats    |
| ------------------ | ------------ | ---------------- | --------- |
| 200 m              | 22,60 s      | 10 februari 2013 | Nastola   |
| verspringen        | 8,18 m       | 23 februari 2007 | Parijs    |
| hink-stap-springen | 16,22 m (NR) | 20 februari 2007 | Stockholm |

## Palmares

### hoogspringen
- 2001: 5e WK U18 - 2,10 m

### verspringen
Kampioenschappen
- 2002: 12e WK U20 - 7,08 m
- 2003:  Afro-Aziatische Spelen - 7,76 m
- 2003:  Afrikaanse Spelen - 7,83 m
- 2004:  WK U20 - 8,09 m
- 2005: 7e WK - 8,11 m
- 2006: 5e WK indoor - 8,01 m
- 2006:  Afrikaanse kamp. - 8,45 m
- 2006: 4e Gemenebestspelen - 8,04 m
- 2007:  Afrikaanse Spelen - 7,99 m
- 2007: 5e WK - 8,19 m
- 2007:  Wereldatletiekfinale - 8,12 m
- 2008:  WK indoor - 8,08 m
- 2008:  OS - 8,24 m
- 2009:  WK - 8,47 m
- 2009:  Wereldatletiekfinale - 8,17 m
- 2010:  WK Indoor - 8,08 m
- 2010:  Afrikaanse kamp. - 8,23 m
- 2012: 8e OS - 7,85 m
- 2013: 7e WK - 8,10 m
- 2015: 9e in kwal. WK - 7,98 m

Golden League-podiumplekken
- 2007:  Golden Gala – 8,02 m
- 2008:  ISTAF – 8,18 m
- 2008:  Bislett Games – 8,15 m
- 2009:  ISTAF – 8,33 m

Diamond League-podiumplekken
- 2011:  Prefontaine Classic – 8,31 m
- 2011:  Bislett Games – 8,08 m
- 2012:  Qatar Athletic Super Grand Prix – 8,10 m
- 2012:  Golden Gala – 8,20 m
- 2012:  London Grand Prix – 8,24 m
- 2012:  Memorial Van Damme – 8,03 m
- 2013:  DN Galan – 8,06 m
- 2013:  Weltklasse Zürich – 8,11 m

### hink-stap-springen
- 2003:  Afro-Aziatische Spelen - 15,92 m
- 2003:  Afrikaanse Spelen - 16,28 m
- 2004:  WK U20 - 16,77 m
- 2004: 14e in kwal. OS - 16,32 m
- 2006:  Afrikaanse kamp. - 16,67 m
- 2006:  Gemenebestspelen - 16,95 m
- 2014:  IAAF Continental Cup - 17,35 m
- 2014:  Gemenebestspelen - 17,20 m
- 2015: 9e WK - 16,71 m
- 2016: 10e in kwal. OS - 16,51 m